# Kärleken rår
Kärleken rår är en svensk film från 1913 i regi av Axel Breidahl. 

## Om filmen
Filmen premiärvisades 22 december 1913 på biograf Biorama i Göteborg. 

## Roller
| Poul Welander      | – von Horten                             |
| Ellen Hygom        | – Lizza, hans andra hustru               |
| Torben Meyer       | – Kuno, hans son från första äktenskapet |
| Ida Nielsen        | – Tilly Brown, guvernant hos von Horten  |
| Axel Breidahl      | – Johan, tjänare hos von Horten          |
| Martha Helsengreen | – Johans mor                             |